# Neolamprologus schreyeni
Neolamprologus schreyeni là một loài cá thuộc họ Cichlidae. Nó là loài đặc hữu của hồ Tanganyika nơi nó được tìm thấy ở bờ biển của Burundi.